# All This Bad Blood
All This Bad Blood (cách điệu như ∆LL THIS B∆D BLOOD) là album tái phát hành của album đầu tay của Bastille, Bad Blood. Nó được phát hành vào ngày 25 tháng 11 năm 2013 như là một album đôi, với Bad Blood trên đĩa đầu tiên, và các bài hát phát hành trước đó như mặt B hoặc bài hát thêm, cũng như ghi âm mới, trên đĩa thứ hai. Album này được thúc đẩy bằng đĩa đơn "Of the Night".

## Danh sách bài hát
Tất cả các ca khúc được viết bởi Dan Smith, except where noted.
| Đĩa 1 – Bad Blood | Đĩa 1 – Bad Blood            | Đĩa 1 – Bad Blood |
| STT               | Nhan đề                      | Thời lượng        |
| ----------------- | ---------------------------- | ----------------- |
| 1.                | "Pompeii"                    | 3:34              |
| 2.                | "Things We Lost in the Fire" | 4:00              |
| 3.                | "Bad Blood"                  | 3:32              |
| 4.                | "Overjoyed"                  | 3:26              |
| 5.                | "These Streets"              | 2:55              |
| 6.                | "Weight of Living, Pt. II"   | 2:54              |
| 7.                | "Icarus"                     | 3:45              |
| 8.                | "Oblivion"                   | 3:16              |
| 9.                | "Flaws"                      | 3:38              |
| 10.               | "Daniel in the Den"          | 3:08              |
| 11.               | "Laura Palmer"               | 3:06              |
| 12.               | "Get Home"                   | 3:11              |

| Đĩa 2, Phần 1 – All This Bad Blood | Đĩa 2, Phần 1 – All This Bad Blood | Đĩa 2, Phần 1 – All This Bad Blood |
| STT                                | Nhan đề                            | Thời lượng                         |
| ---------------------------------- | ---------------------------------- | ---------------------------------- |
| 1.                                 | "Poet"                             | 2:44                               |
| 2.                                 | "The Silence"                      | 3:51                               |
| 3.                                 | "Haunt (demo)"                     | 2.53                               |
| 4.                                 | "Weight of Living, Pt. I"          | 3:26                               |
| 5.                                 | "Sleepsong"                        | 3:40                               |
| 6.                                 | "Durban Skies"                     | 4:11                               |
| 7.                                 | "Laughter Lines"                   | 4:04                               |

| Đĩa 2, Phần 2 – Other People's Heartache | Đĩa 2, Phần 2 – Other People's Heartache | Đĩa 2, Phần 2 – Other People's Heartache |
| STT                                      | Nhan đề | Thời lượng                               |
| ---------------------------------------- | --- | ---------------------------------------- |
| 8.                                       | "Previously on Other People's Heartache..." | 1:06                                     |
| 9.                                       | "Of the Night" (Thea Austin, Benito Benites, Francesco Bontempi, Michael Gaffey, Pete Glenister, Annehley Gordon, John Garrett III, Giorgio Spagna) | 3:34                                     |
| 10.                                      | "The Draw" | 3:14                                     |
| 11.                                      | "What Would You Do (City High cover)" (Robby Pardlo, Ryan Toby)                                                                                     | 3:03                                     |
| 12.                                      | "Skulls" | 4:11                                     |
| 13.                                      | "Tuning Out..." | 2:36                                     |

## Bảng xếp hạng
| BXH (2013)                               | Vị trí cao nhất |
| ---------------------------------------- | --------------- |
| Album Phần Lan (Suomen virallinen lista) | 49              |
| Italian Albums (FIMI)                    | 52              |
| Album Thụy Sĩ (Schweizer Hitparade)      | 66              |

| Chart (2013)          | Position |
| --------------------- | -------- |
| Italian Albums (FIMI) | 100      |

## Lịch sử phát hành
| Khu vực                   | Ngày                      | Định dạng            | Nhãn           |
| ------------------------- | ------------------------- | -------------------- | -------------- |
| United Kingdom            | ngày 25 tháng 11 năm 2013 | CD, digital download | EMI            |
| ngày 26 tháng 11 năm 2013 | Universal Music           | CD, digital download |                |
| Canada                    | ngày 10 tháng 12 năm 2013 | CD, digital download | Virgin Records |
| United States             | ngày 14 tháng 1 năm 2014  | CD, digital download | Virgin Records |